# NGC 1942
NGC 1942 ist ein offener Sternhaufen in der Großen Magellanschen Wolke im Sternbild Dorado. Das Objekt wurde am 30. November 1834 von John Herschel entdeckt.